# جورج لورنس
جورج لورنس هو عالم نووي وفيزيائي كندي، ولد في 21 يناير 1905 في كندا، وتوفي بنفس المكان في 6 نوفمبر 1987.